# 杜艾因
杜艾因（阿拉伯语：‎）是苏丹西南部的一个城市，也是东达尔富尔州的首府。海拔449米。它距离喀土穆831公里。它有近30万人口。